# Цинк
Цинк (хімічний знак — {\displaystyle {\ce {Zn}}}, лат. zincum) — хімічний елемент з атомним номером 30, що належить до 12-ї групи, 4-го періоду періодичної системи хімічних елементів. Проста речовина — цинк, заст. ци́на (також щодо олова) — крихкий блакитно-сірий метал.
За своїми хімічними властивостями цинк близький до магнію в тому сенсі, що має ступінь окиснення +2 і валентність II у сполуках. Цинк 24-ий за поширеністю хімічний елемент у земній корі. Найчастіше він зустрічається у вигляді сульфіду, його основна порода — сфалерит (цинкова обманка).

## Історія

Алхімічний символ цинку.

Сплави цинку (латунь) були відомі з глибокої давнини (1400 до н. е.), а масово почала використовуватися у 250 році до н.е. для виробництва монет у Римській Імперії. 
Є гіпотези, що давні греки знали про цинк, і називали його "Несправжнє срібло", але, ймовірно, вони не мали технічних засобів для його виплавки. Отримувати порівняно чистий цинк, конденсуючи його з пари, вперше навчилися у Індії у 13 столітті. Китайські металурги почали масово отримувати цинк близько 16 століття. У Європі цинк було вперше отримано у 1743 році під керівництвом Вільяма Чемпіона (за іншими джерелами, цинк вперше з європейців отримав Маргграф у 1746).
Ймовірно, дрібні кількості цинку отримувалися європейськими металургами і раніше (він міг осідати на стінках плавильних печей). Відомо, що Парацельс ще у першій половині 16 століття писав про метал, який він називав Zincken. Це слово походить від німецького нім. Zinke — зубчастий, ймовірно через форму його кристалів.
У 20 столітті будо розроблено кілька нових методів добування цинку, кожен з яких радикально здешевшував його: електролітичний метод у 1917 році, безперервний автоклавний процес (англ. continuous retort process) у 1920, електротермічний процес у 1930-х.

## Фізичні властивості
Пластичний ковкий блакитно-сірий метал густиною 7,13. tплав 419,88 °C; tкип 907 °C. Реагує з кислотами, лугами, аміаком і солями амонію, в присутності парів води — з хлором і бромом, при нагріванні — з киснем.

## Поширення
Середній вміст цинку в земній корі становить 8,3•10−3 % (за масою). Цинк у природі як самородний метал не зустрічається. Його добувають з поліметалічних руд, що містять 1-4 % Zn у вигляді сульфіду, а також Cu, Pb, Ag, Au, Cd, Bi. З численних мінералів цинку найбільше значення мають сфалерит ZnS (67 %), що містить домішку Cd, Ir, Ga і Ge, вюртцит ZnS (63 %), в зоні окиснення — смітсоніт ZnCO3(52 %) і каламін Zn[Si2O7](OH)2 (53,7 %). Головні промислові мінерали свинцево-цинкових руд — ґаленіт і сфалерит.

## Ізотопи
В природі зустрічається п'ять ізотопів цинку, серед яких найчастіше зустрічається 64Zn (48,63 % від загального числа).
Період напіврозпаду 4,3·1018 років цього ізотопу настільки великий, що його радіоактивністю можна знехтувати.
Аналогічно, зазвичай не вважається радіоактивним 70Zn (0,6 %) з періодом напіврозпаду 1,3·1016 років. У природі зустрічаються також 66Zn (28 %), 67Zn (4 %) та 68Zn (19 %).
Зареєстровано багато радіоактивних ізотопів. 65Zn з періодом напіврозпаду 243,66 днів живе найдовше з них. За ним йде 72Zn з періодом напіврозпаду 46,5 годин. Існує 10 ядерних ізомерів цинку. Серед них найбільший період напіврозпаду має 69mZn — 13,76 годин. Верхній індекс m позначає, що цей ізотоп метастабільний. Ядро метастабільного ізотопу перебуває у збудженому стані, з якого повертається в основний стан, випромінюючи фотон, гамма-квант. Ізотоп 61Zn має три збуджених стани, а ізотоп 73Zn — два. Ізотопи 65Zn, 71Zn, 77Zn та 78Zn мають один збуджений стан.
Зазвичай радіоізотопи цинку з масовим числом, меншим ніж 66 розпадаються із захопленням електрона. Продуктом розпаду в такому випадку є один із ізотопів міді
nZn + 
e−
 → nCu
Для ізотопів із масовим числом, більшим ніж 66, звичним каналом розпаду є бета-розпад (β-), при якому утворюються ізотопи галію
nZn → nGa + 
e−
 + 
ν
e.

## Утворення
Цинк надто важкий, щоб утворюватися всередині зірок, тому основним механізмом його нуклеосинтезу є R-процес, що відбувається при вибуху наднових.

## Отримання
У світі щорічно виробляється 10 мільйонів тон цинку. Це четвертий за об'ємом використання метал після заліза, алюмінію та міді. Здебільшого сировиною служать сірчані руди, в яких сфалерит змішаний із сульфідами інших металів.
Поліметалічні руди збагачують селективною флотацією, отримуючи цинкові концентрати (50-60 % Zn) і одночасно свинцеві, мідні, а іноді також піритні концентрати. Цинк отримують випалюванням рудних концентратів з подальшим вилуговуванням сульфатною кислотою і електроосадженням з розчину ZnSO4.
Цинк у природі як самородний метал не зустрічається. Його добувають з поліметалічних руд, що містять 1-4 % Zn у вигляді сульфіду, а також Cu, Pb, Ag, Au, Cd, Bi. Руди збагачують селективню флотацією, отримуючи цинкові концентрати (50-60 % Zn) і одночасно свинцеві, мідні, а іноді також піритні концентрати. Цинкові концентрати обпалюють в печах в киплячому шарі, переводячи сульфід цинку в оксид ZnO; при цьому утворюється сірчистий газ SO2, що витрачається на виробництво сірчаної кислоти. Від ZnO до Zn йдуть двома шляхами. За пірометалургійним (дистиляційним) способом, який існує здавна, обпалений концентрат піддають спіканню для збільшення зернистості і газопроникності, а потім відновлюють вугіллям або коксом при 1200—1300 °С: ZnO + С = Zn + CO. Утворену при цьому пару металу конденсують і розливають у форми. Спочатку відновлення проводили тільки в ретортах з обпаленої глини, що обслуговуються вручну, пізніше стали застосовувати вертикальні механізовані реторти з карборунду, потім — шахтні і дугові електропечі; з свинцево-цинкових концентратів цинк одержують в шахтних печах з дуттям. Продуктивність поступово підвищувалася, але цинк містив до 3 % домішок, в тому числі і цінний кадмій. Дистилляційно цинк очищають ліквацією (тобто відстоюванням рідкого металу від заліза і частини свинцю при 500 °C), досягаючи чистоти 98,7 %. Застосовують іноді більш складне і дороге очищення — ректифікацію, вона дає метал чистотою 99,995 % і дозволяє витягати з цинку кадмій.
Основний спосіб отримання цинку — електролітичний (гідрометалургійний). Обпалені концентрати обробляють сірчаною кислотою; отриманий сульфатний розчин очищають від домішок осадженням їх цинковим пилом і піддають електролізу у ваннах, щільно викладених всередині свинцем або вініпластом. Цинк осідає на алюмінієвих катодах, з яких його щодоби видаляють (здирають) і плавлять в індукційних печах. Зазвичай чистота електролітного цинку 99,95 %, повнота вилучення його з концентрату (з урахуванням переробки відходів) 93-94 %. З відходів виробництва отримують цинковий купорос, Pb, Cu. Cd, Au, Ag, іноді також In, Ga, Ge, Tl.

## Хімічні властивості
Цинк є малоактивним металом, проявляє амфотерні властивості. Через наявність на своїй поверхні оксидної або карбонатної плівки, він практично не зазнає впливу корозії (завдяки цій властивості деякі металеві виробі вкривають тонким шаром цинку). На повітрі цинк окиснюється при нагріванні вище 225 °C:
{\displaystyle \mathrm {2Zn+O_{2}{\xrightarrow {>225^{o}C}}2ZnO} }
Розігрітий цинк активно взаємодії із водяною парою:
{\displaystyle \mathrm {Zn+H_{2}O{\xrightarrow {600-800^{o}C}}ZnO+H_{2}} }
Зазвичай цинк вступає у взаємодію лише за значного нагрівання. Виключення складають реакції з агресивними окисниками, наприклад, із галогенами:
{\displaystyle \mathrm {Zn+F_{2}{\xrightarrow {60^{o}C}}ZnF_{2}} }
Без нагрівання реагує з великою кількістю кислот. Реакція витіснення водню широко використовується у лабораторній практиці для синтезу технічного H2 (в апараті Кіпа):
{\displaystyle \mathrm {Zn+2HCl\rightarrow ZnCl_{2}+H_{2}} }
{\displaystyle \mathrm {Zn+H_{2}SO_{4}\rightarrow ZnSO_{4}+H_{2}} }
{\displaystyle \mathrm {Zn+4HNO_{3}(conc.){\xrightarrow {t}}Zn(NO_{3})_{2}+2NO_{2}+2H_{2}O} }
За високих температур взаємодіє з неметалами та їх оксидами (кислотними оксидами):
{\displaystyle \mathrm {Zn+S{\xrightarrow {>130^{o}C}}ZnS} }
{\displaystyle \mathrm {3Zn+2P{\xrightarrow {400-650^{o}C}}Zn_{3}P_{2}} }
{\displaystyle \mathrm {Zn+CO_{2}{\xrightarrow {800-950^{o}C}}ZnO+CO} }
Проявляючи амфотерні властивості, цинк реагує з також із лугами. У кінцевих сполуках він виступає як комплексоутворювач, координуючи довкола себе чотири ліганди:
{\displaystyle \mathrm {4Zn+7NaOH+NaNO_{3}(conc.)+6H_{2}O{\xrightarrow {boiling}}4Na_{2}[Zn(OH)_{4}]+NH_{3}} }
{\displaystyle \mathrm {Zn+4NaCN+2H_{2}O{\xrightarrow {boiling}}Na_{2}[Zn(CN)_{4}]+2NaOH+H_{2}} }
У вигляді порошку цинк здатен відновлювати або навіть витісняти з солей менш активні метали:
{\displaystyle \mathrm {Zn+SnCl_{4}{\xrightarrow {t}}ZnCl_{2}+SnCl_{2}} }
{\displaystyle \mathrm {Zn+CdSO_{4}{\xrightarrow {t}}ZnSO_{4}+Cd} }

## Застосування цинку та його сплавів

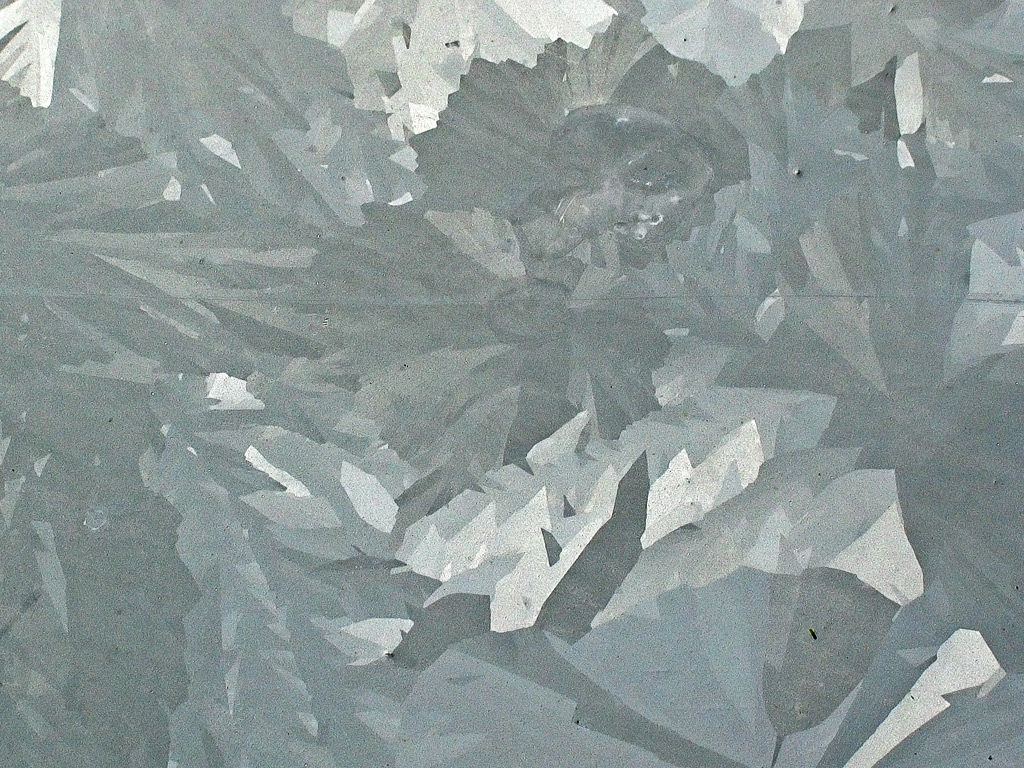
Оцинкована поверхня

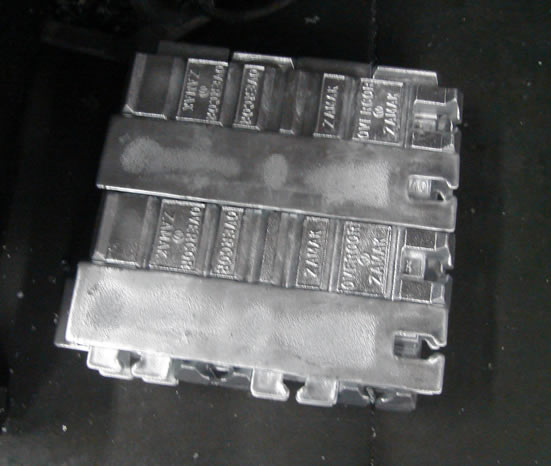
Зливок ливарного цинкового сплаву (Zamak^{®})

Цинк використовують як антикорозійний матеріал, ним покривають вироби зі сталі та заліза (цинкування), а також як конструкційний матеріал для цинкографії анодів, використаних в електролізерах і в гальванічних елементах.
Цинкові сплави (англ. zinc alloys) — сплави на основі цинку з добавками, головним чином алюмінію, міді та магнію.
У цинкових сплавів невисока температура плавлення, добра рідкоплинність, їх можна легко обробляти різанням і тиском, зварювати і паяти. Вади цинкових сплавів: низькі механічні властивості за підвищених температур (особливо, опір повзучості), незначна корозійна стійкість в кислих і лужних середовищах, вони схильні до зміни розмірів у процесі природного старіння. Корозійна стійкість у цинкових сплавів приблизно така ж, як у технічного цинку або оцинкованої сталі.
Щоб підвищити корозійну стійкість та поліпшити зовнішній вигляд, на поверхні виробів з цинкових сплавів наносять електрохімічним чи хімічним способами хромові, нікелеві або кадмієві захисно-декоративні та захисні покриття.
Промислові цинкові сплави розроблені на базі систем «цинк — алюміній» і «цинк — алюміній — мідь». Практично у всі цинкові сплави введена домішка магнію (до 0,1 %), що підвищує розмірну стабільність литих деталей і збільшує корозійну стійкість сплавів. Сплави також містять у невеликих кількостях свинець, олово, залізо та інші елементи.
Цинкові сплави бувають ливарні, деформівні й антифрикційні (підшипникові), які використовують як замінники олов'янистих бронз і бабітів.
Цинкові сплави застосовують в автомобіле- і вагонобудуванні, електротехнічній та приладобудівній промисловості, поліграфії тощо.
Використовується також в латунях як сплав міді з цинком.

## Біологічна роль
Цинк є фізіологічним важким металом, і життєво необхідним елементом для людини і інших тварин, рослин і мікроорганізмів. Цинк є компонентом близько 300 ферментів. Дуже часто цинк зустрічається в білках, що є факторами транскрипції. Одна з типових цинковмістних структур, що часто зустрічаються в таких білках навіть отримала назву «цинковий палець».
В мозку, підвищений вміст цинку спостерігається в синаптичних бульбашках. Ймовірно, він відіграє важливу роль в явищі синаптичної пластичності, а отже і в навчанні взагалі. Відіграє важливу роль у механізмах передачі імпульсу в глутаматергічних (цинкергічних) нейронах та є одним із основних механізмів розвитку глутаматної екситотоксичності. Також відіграє важливу роль в розвитку скроневої (гіпокампальної) епілепсії, порушуючи процеси сенсибілізації та стабілізації постсинаптичної мембрани.
Цинк впливає на активність тропних гормонів гіпофізу, бере участь в реалізації біологічних функцій інсуліну, нормалізуючи жировий обмін. Цинк бере участь у кровотворенні, а також необхідний для нормального функціонування гіпофіза, підшлункової залози, сім'яних міхурів.
Сполуки цинку використовують у медицині як лікарські засоби.
В нормі, в людському тілі циркулює від 2 до 4 грамів цинку.

### Харчовий раціон
Продукти тваринного походження, такі як м'ясо, риба, молюски, птиця, яйця та молочні продукти містять цинк. Концентрація цинку в рослинах залежить від його вмісту в ґрунті. За достатнього вмісту цинку в ґрунті найбільше цинку містять пшениця (зародки та висівки) та різноманітне насіння, включаючи кунжут, мак, люцерну, селеру та гірчицю. Цинк також міститься в квасолі, горіхах, мигдалі, цільних зернах, гарбузовому насінні, насінні соняшнику та чорній смородині.

## Негативний вплив
Одночасний прийом великої кількості цинку викликає інтоксикацію, що проявляється такими симптомами як нудота, біль в животі, слабкість, в'ялість і швидка втомлюваність
Рекомендована добова норма цинку становить 15 мг на день. Тривалий прийом 100-300 мг на день може призводити до дефіциту міді, анемії, нейтропенії, порішень імунітету, підвищенням долі ліпопротеїнів низької густини відносно ліпопротеїнів високої густини (так званий "поганий" і "хороший" холестерин).